# Leptoneta leucophthalma
Leptoneta leucophthalma és una espècie d'aranya araneomorfa de la família dels leptonètids (Leptonetidae). Fou descrita per primera vegada l'any 1907 per Eugène Simon.

## Distribució
Aquesta espècie és endèmica d'Espanya. És una aranya cavernícola, i es troba en coves de la província d'Osca i de Lleida.